# 2017–2018-as Európa-liga (csoportkör)
A 2017–2018-as Európa-liga csoportkörének mérkőzéseit 2017. szeptember 14. és december 7. között játszották le.

## Fordulók és időpontok
| Mérkőzésnap    | Sorsolás dátuma              | Dátum                |                      |
| -------------- | ---------------------------- | -------------------- | -------------------- |
| 1. mérkőzésnap | 2017. augusztus 25. (Monaco) | 2017. szeptember 14. | 2017. szeptember 14. |
| 2. mérkőzésnap | 2017. augusztus 25. (Monaco) | 2017. szeptember 28. | 2017. szeptember 28. |
| 3. mérkőzésnap | 2017. augusztus 25. (Monaco) | 2017. október 19.    | 2017. október 19.    |
| 4. mérkőzésnap | 2017. augusztus 25. (Monaco) | 2017. november 2.    | 2017. november 2.    |
| 5. mérkőzésnap | 2017. augusztus 25. (Monaco) | 2017. november 23.   | 2017. november 23.   |
| 6. mérkőzésnap | 2017. augusztus 25. (Monaco) | 2017. december 7.    | 2017. december 7.    |

## Sorsolás
A csoportkörben 12 darab, egyaránt négycsapatos csoportot képezTek. A csoportokban a csapatok körmérkőzéses, oda-visszavágós rendszerben mérkőzTek meg egymással. A csoportok első két helyén végző csapata az egyenes kieséses szakaszba jutOTT, a harmadik és negyedik helyezettek kiestek. A csoportokat 2017. augusztus 25-én sorsolták Monacóban.
- BL – Az UEFA-bajnokok ligája rájátszásának vesztes csapataként került át.

| Csapat                 | Együttható | Kalap |
| ---------------------- | ---------- | ----- |
| Arsenal                | 105,192    | 1     |
| Zenyit                 | 87,106     | 1     |
| Olympique Lyonnais     | 68,833     | 1     |
| Dinamo Kijiv           | 67,526     | 1     |
| Villarreal CF          | 64,999     | 1     |
| Athletic Bilbao        | 60,999     | 1     |
| Lazio                  | 56,666     | 1     |
| AC Milan               | 47,666     | 1     |
| Viktoria Plzeň         | 40,635     | 1     |
| Red Bull Salzburg      | 40,570     | 1     |
| FC København (BL)      | 37,800     | 1     |
| Sporting de Braga      | 37,366     | 1     |
| FCSB (BL)              | 35,370     | 2     |
| Ludogorec Razgrad      | 34,175     | 2     |
| BATE Bariszav          | 29,475     | 2     |
| Everton                | 29,192     | 2     |
| Young Boys (BL)        | 28,915     | 2     |
| Olympique de Marseille | 28,333     | 2     |
| Real Sociedad          | 27,499     | 2     |
| Makkabi Tel-Aviv       | 23,375     | 2     |
| Lokomotyiv Moszkva     | 20,606     | 2     |
| Austria Wien           | 17,070     | 2     |
| Hertha BSC             | 16,899     | 2     |
| OGC Nice (BL)          | 16,833     | 2     |

| Csapat                   | Együttható | Kalap |
| ------------------------ | ---------- | ----- |
| Asztana FK (BL)          | 16,800     | 3     |
| Partizan                 | 16,075     | 3     |
| TSG 1899 Hoffenheim (BL) | 15,899     | 3     |
| 1. FC Köln               | 15,899     | 3     |
| Rijeka (BL)              | 15,550     | 3     |
| Vitória de Guimarães     | 14,866     | 3     |
| Atalanta                 | 14,666     | 3     |
| Zulte-Waregem            | 14,480     | 3     |
| Zorja Luhanszk           | 13,526     | 3     |
| Rosenborg                | 12,665     | 3     |
| Sheriff Tiraspol         | 11,150     | 3     |
| Hapóél Beér-Seva (BL)    | 10,875     | 3     |
| Apóllon Lemeszú          | 10,710     | 4     |
| İstanbul Başakşehir (BL) | 10,340     | 4     |
| Konyaspor                | 9,840      | 4     |
| Vitesse                  | 9,212      | 4     |
| Slavia Praha (BL)        | 8,135      | 4     |
| Crvena zvezda            | 7,325      | 4     |
| Skënderbeu Korçë         | 6,825      | 4     |
| Fastav Zlín              | 6,635      | 4     |
| AÉK                      | 6,580      | 4     |
| FC Lugano                | 6,415      | 4     |
| Vardar                   | 5,125      | 4     |
| Östersund FK             | 3,945      | 4     |

## Csoportok

### Sorrend meghatározása
Az UEFA versenyszabályzata alapján, ha két vagy több csapat a csoportmérkőzések után azonos pontszámmal állt, az alábbiak alapján kellett meghatározni a sorrendet:
1. az azonosan álló csapatok mérkőzésein szerzett több pont
2. az azonosan álló csapatok mérkőzésein elért jobb gólkülönbség
3. az azonosan álló csapatok mérkőzésein szerzett több gól
4. az azonosan álló csapatok mérkőzésein idegenben szerzett több gól
5. az összes mérkőzésen elért jobb gólkülönbség
6. az összes mérkőzésen szerzett több gól
7. az azonosan álló csapatok és nemzeti szövetségük jobb UEFA-együtthatója az elmúlt öt évben

Minden időpont közép-európai idő/közép-európai nyári idő szerint van feltüntetve.

### A csoport
| Hely. | Csapat           | M | Gy | D | V | G+ | G– | Gk | P  | Továbbjutás                                |     | VIL | ASZ | SLA | MTA |
| ----- | ---------------- | - | -- | - | - | -- | -- | -- | -- | ------------------------------------------ | --- | --- | --- | --- | --- |
| 1.    | Villarreal CF    | 6 | 3  | 2 | 1 | 10 | 6  | +4 | 11 | Továbbjutott az egyenes kieséses szakaszba |     | —   | 3–1 | 2–2 | 0–1 |
| 2.    | Asztana FK       | 6 | 3  | 1 | 2 | 10 | 7  | +3 | 10 | Továbbjutott az egyenes kieséses szakaszba |     | 2–3 | —   | 1–1 | 4–0 |
| 3.    | Slavia Praha     | 6 | 2  | 2 | 2 | 6  | 6  | 0  | 8  |                                            |     | 0–2 | 0–1 | —   | 1–0 |
| 4.    | Makkabi Tel-Aviv | 6 | 1  | 1 | 4 | 1  | 8  | −7 | 4  |                                            | 0–0 | 0–1 | 0–2 | —   |     |

| 2017. szeptember 14. 19:00 |

| Villarreal CF                        | 3–1               | Asztana FK     |
| ------------------------------------ | ----------------- | -------------- |
| Sansone 16' Bakambu 75' Cserisev 77' | (1–0) Jegyzőkönyv | Logvinenko 68' |

| Estadio El Madrigal, Villarreal Játékvezető: Srđan Jovanović (szerb) |

| 2017. szeptember 14. 19:00 |

| Slavia Praha | 1–0               | Makkabi Tel-Aviv |
| ------------ | ----------------- | ---------------- |
| Necid 12'    | (1–0) Jegyzőkönyv |                  |

| Eden Aréna, Prága Játékvezető: Robert Schörgenhofer (osztrák) |

| 2017. szeptember 28. 17:00 |

| Asztana FK  | 1–1               | Slavia Praha       |
| ----------- | ----------------- | ------------------ |
| Tomasov 42' | (1–1) Jegyzőkönyv | Ngadeu-Ngadjui 18' |

| Asztana Aréna, Asztana Játékvezető: Andreas Ekberg (svéd) |

| 2017. szeptember 28. 21:05 |

| Makkabi Tel-Aviv | 0–0         | Villarreal CF |
| ---------------- | ----------- | ------------- |
|                  | Jegyzőkönyv |               |

| Netánja Stadion, Netánja Játékvezető: Craig Pawson (angol) |

| 2017. október 19. 17:00 |

| Asztana FK                                   | 4–0               | Makkabi Tel-Aviv |
| -------------------------------------------- | ----------------- | ---------------- |
| Twumasi 33' (11-esből) 42' Kabananga 47' 52' | (2–0) Jegyzőkönyv |                  |

| Asztana Aréna, Asztana Játékvezető: Serhiy Boyko (ukrán) |

| 2017. október 19. 21:05 |

| Villarreal CF           | 2–2               | Slavia Praha        |
| ----------------------- | ----------------- | ------------------- |
| Trigueros 41' Bacca 44' | (2–2) Jegyzőkönyv | Necid 18' Danny 30' |

| Estadio El Madrigal, Villarreal Játékvezető: Svein Oddvar Moen (norvég) |

| 2017. november 2. 19:00 |

| Makkabi Tel-Aviv | 0-1               | Asztana FK  |
| ---------------- | ----------------- | ----------- |
|                  | (0-0) Jegyzőkönyv | Twumasi 57' |

| Netánja Stadion, Netánja Játékvezető: Paweł Raczkowski (lengyel) |

| 2017. november 2. 19:00 |

| Slavia Praha | 0–2               | Villarreal CF              |
| ------------ | ----------------- | -------------------------- |
|              | (0–1) Jegyzőkönyv | Bacca 15' Deli 89' (öngól) |

| Eden Aréna, Prága Játékvezető: Bobby Madden (skót) |

| 2017. november 23. 17:00 |

| Asztana FK                | 2–3               | Villarreal CF            |
| ------------------------- | ----------------- | ------------------------ |
| Kabananga 22' Twumasi 88' | (1–1) Jegyzőkönyv | Raba 39' Bakambu 65' 83' |

| Asztana Aréna, Asztana Játékvezető: Gediminas Mažeika (litván) |

| 2017. november 23. 21:05 |

| Makkabi Tel-Aviv | 0–2               | Slavia Praha       |
| ---------------- | ----------------- | ------------------ |
|                  | (0–1) Jegyzőkönyv | Hušbauer 45+1' 54' |

| Netánja Stadion, Netánja Játékvezető: Kovács István (román) |

| 2017. december 7. 19:00 |

| Villarreal CF | 0–1               | Makkabi Tel-Aviv |
| ------------- | ----------------- | ---------------- |
|               | (0–0) Jegyzőkönyv | Blackman 60'     |

| Estadio El Madrigal, Villarreal Játékvezető: Mads-Kristoffer Kristoffersen (dán) |

| 2017. december 7. 19:00 |

| Slavia Praha | 0–1               | Asztana FK |
| ------------ | ----------------- | ---------- |
|              | (0–1) Jegyzőkönyv | Aničić 39' |

| Eden Aréna, Prága Játékvezető: Davide Massa (olasz) |

### B csoport
| Hely. | Csapat           | M | Gy | D | V | G+ | G– | Gk | P  | Továbbjutás                                |     | DK  | PAR | YB  | SKE |
| ----- | ---------------- | - | -- | - | - | -- | -- | -- | -- | ------------------------------------------ | --- | --- | --- | --- | --- |
| 1.    | Dinamo Kijiv     | 6 | 4  | 1 | 1 | 15 | 9  | +6 | 13 | Továbbjutott az egyenes kieséses szakaszba |     | —   | 4–1 | 2–2 | 3–1 |
| 2.    | Partizan         | 6 | 2  | 2 | 2 | 8  | 9  | −1 | 8  | Továbbjutott az egyenes kieséses szakaszba |     | 2–3 | —   | 2–1 | 2–0 |
| 3.    | Young Boys       | 6 | 1  | 3 | 2 | 7  | 8  | −1 | 6  |                                            |     | 0–1 | 1–1 | —   | 2–1 |
| 4.    | Skënderbeu Korçë | 6 | 1  | 2 | 3 | 6  | 10 | −4 | 5  |                                            | 3–2 | 0–0 | 1–1 | —   |     |

| 2017. szeptember 14. 19:00 |

| Dinamo Kijiv                                     | 3–1               | Skënderbeu Korçë |
| ------------------------------------------------ | ----------------- | ---------------- |
| Szidorcsuk 47' Moraes 49' Mbokani 65' (11-esből) | (0–1) Jegyzőkönyv | Muzaka 39'       |

| Olimpiai Stadion, Kijev Játékvezető: Bart Vertenten (belga) |

| 2017. szeptember 14. 19:00 |

| Young Boys    | 1–1               | Partizan     |
| ------------- | ----------------- | ------------ |
| Fassnacht 14' | (1–1) Jegyzőkönyv | Janković 11' |

| Stade de Suisse, Bern Játékvezető: Kovács István (román) |

| 2017. szeptember 28. 21:05 |

| Partizan                 | 2–3               | Dinamo Kijiv                                   |
| ------------------------ | ----------------- | ---------------------------------------------- |
| Ožegović 34' Tawamba 42' | (2–0) Jegyzőkönyv | Júnior Moraes 54' (11-esből) 84' Buyalskyi 68' |

| Partizan Stadion, Belgrád Játékvezető: Svein Oddvar Moen (norvég) |

| 2017. szeptember 28. 21:05 |

| Skënderbeu Korçë | 1–1               | Young Boys |
| ---------------- | ----------------- | ---------- |
| Sowe 65'         | (0–0) Jegyzőkönyv | Assalé 72' |

| Elbasan Aréna, Elbasan Játékvezető: Kevin Blom (holland) |

| 2017. október 19. 21:05 |

| Skënderbeu Korçë | 0–0         | Partizan |
| ---------------- | ----------- | -------- |
|                  | Jegyzőkönyv |          |

| Elbasan Aréna, Elbasan Játékvezető: Daniel Stefański (lengyel) |

| 2017. október 19. 21:05 |

| Dinamo Kijiv             | 2–2               | Young Boys     |
| ------------------------ | ----------------- | -------------- |
| Mbokani 34' Morozyuk 49' | (1–2) Jegyzőkönyv | Assalé 17' 40' |

| Olimpiai Stadion, Kijev Játékvezető: Mattias Gestranius (finn) |

| 2017. november 2. 19:00 |

| Partizan              | 2–0               | Skënderbeu Korçë |
| --------------------- | ----------------- | ---------------- |
| Tošić 39' Tawamba 66' | (1-0) Jegyzőkönyv |                  |

| Partizan Stadion, Belgrád Játékvezető: Carlos del Cerro (spanyol) |

| 2017. november 2. 19:00 |

| Young Boys | 0–1               | Dinamo Kijiv  |
| ---------- | ----------------- | ------------- |
|            | (0–0) Jegyzőkönyv | Buyalskyi 70' |

| Stade de Suisse, Bern Játékvezető: Tony Chapron (francia) |

| 2017. november 23. 21:05 |

| Skënderbeu Korçë             | 3–2               | Dinamo Kijiv              |
| ---------------------------- | ----------------- | ------------------------- |
| Lilaj 18' James 52' Sowe 56' | (1–1) Jegyzőkönyv | Tsygankov 16' Rusyn 90+1' |

| Elbasan Aréna, Elbasan Játékvezető: Oliver Drachta (osztrák) |

| 2017. november 23. 21:05 |

| Partizan                 | 2–1               | Young Boys   |
| ------------------------ | ----------------- | ------------ |
| Tawamba 12' Ožegović 53' | (1–1) Jegyzőkönyv | Ngamaleu 25' |

| Partizan Stadion, Belgrád Játékvezető: Bognár Tamás (magyar) |

| 2017. december 7. 19:00 |

| Dinamo Kijiv                                     | 4–1               | Partizan                  |
| ------------------------------------------------ | ----------------- | ------------------------- |
| Morozyuk 6' Júnior Moraes 28' 31' 78' (11-esből) | (3–1) Jegyzőkönyv | Jevtović 45+4' (11-esből) |

| Olimpiai Stadion, Kijev Játékvezető: Paweł Gil (lengyel) |

| 2017. december 7. 19:00 |

| Young Boys              | 2–1               | Skënderbeu Korçë |
| ----------------------- | ----------------- | ---------------- |
| Hoarau 55' Assalé 90+6' | (0–0) Jegyzőkönyv | Gavazaj 51'      |

| Stade de Suisse, Bern Játékvezető: Simon Lee Evans (walesi) |

### C csoport
| Hely. | Csapat              | M | Gy | D | V | G+ | G– | Gk | P  | Továbbjutás                                |     | BRA | LUD | BAS | HOF |
| ----- | ------------------- | - | -- | - | - | -- | -- | -- | -- | ------------------------------------------ | --- | --- | --- | --- | --- |
| 1.    | Sporting de Braga   | 6 | 3  | 1 | 2 | 9  | 8  | +1 | 10 | Továbbjutott az egyenes kieséses szakaszba |     | —   | 0–2 | 2–1 | 3–1 |
| 2.    | Ludogorec Razgrad   | 6 | 2  | 3 | 1 | 7  | 5  | +2 | 9  | Továbbjutott az egyenes kieséses szakaszba |     | 1–1 | —   | 1–2 | 2–1 |
| 3.    | İstanbul Başakşehir | 6 | 2  | 2 | 2 | 7  | 8  | −1 | 8  |                                            |     | 2–1 | 0–0 | —   | 1–1 |
| 4.    | TSG 1899 Hoffenheim | 6 | 1  | 2 | 3 | 8  | 10 | −2 | 5  |                                            | 1–2 | 1–1 | 3–1 | —   |     |

| 2017. szeptember 14. 19:00 |

| TSG 1899 Hoffenheim | 1–2               | Sporting de Braga      |
| ------------------- | ----------------- | ---------------------- |
| Wagner 24'          | (1–1) Jegyzőkönyv | Carlos 45+1' Sousa 50' |

| Rhein-Neckar-Arena, Sinsheim Játékvezető: Bobby Madden (skót) |

| 2017. szeptember 14. 19:00 |

| İstanbul Başakşehir | 0–0         | Ludogorec Razgrad |
| ------------------- | ----------- | ----------------- |
|                     | Jegyzőkönyv |                   |

| Başakşehir Fatih Terim Stadion, Isztambul Játékvezető: Stefan Johannesson (svéd) |

| 2017. szeptember 28. 21:05 |

| Ludogorec Razgrad     | 2–1               | TSG 1899 Hoffenheim |
| --------------------- | ----------------- | ------------------- |
| Dyakov 46' Lukoki 72' | (0–1) Jegyzőkönyv | Kadeřábek 2'        |

| Ludogorets Arena, Razgrad Játékvezető: Paweł Raczkowski (lengyel) |

| 2017. szeptember 28. 21:05 |

| Sporting de Braga         | 2–1               | İstanbul Başakşehir |
| ------------------------- | ----------------- | ------------------- |
| Hassan 26' Fransérgio 89' | (1–1) Jegyzőkönyv | Belözoğlu 28'       |

| Braga városi stadion, Braga Játékvezető: Matej Jug (szlovén) |

| 2017. október 19. 21:05 |

| Sporting de Braga | 0–2               | Ludogorec Razgrad               |
| ----------------- | ----------------- | ------------------------------- |
|                   | (0–1) Jegyzőkönyv | Moți 25' Raul Silva 56' (öngól) |

| Braga városi stadion, Braga Játékvezető: Davide Massa (olasz) |

| 2017. október 19. 21:05 |

| TSG 1899 Hoffenheim             | 3–1               | İstanbul Başakşehir |
| ------------------------------- | ----------------- | ------------------- |
| Hübner 52' Amiri 59' Schulz 75' | (0–0) Jegyzőkönyv | Napoleoni 90+3'     |

| Rhein-Neckar-Arena, Sinsheim Játékvezető: Aleksei Eskov (orosz) |

| 2017. november 2. 19:00 |

| Ludogorec Razgrad | 1–1               | Sporting de Braga |
| ----------------- | ----------------- | ----------------- |
| Marcelinho 68'    | (0–0) Jegyzőkönyv | Fransérgio 83'    |

| Ludogorets Arena, Razgrad Játékvezető: Vladislav Bezborodov (orosz) |

| 2017. november 2. 19:00 |

| İstanbul Başakşehir | 1–1               | TSG 1899 Hoffenheim |
| ------------------- | ----------------- | ------------------- |
| Višća 90+3'         | (0–0) Jegyzőkönyv | Grillitsch 47'      |

| Başakşehir Fatih Terim Stadion, Isztambul Játékvezető: Harald Lechner (osztrák) |

| 2017. november 23. 21:05 |

| Sporting de Braga                  | 3–1               | TSG 1899 Hoffenheim |
| ---------------------------------- | ----------------- | ------------------- |
| Marcelinho 1' Fransérgio 81' 90+3' | (1–0) Jegyzőkönyv | Uth 74'             |

| Braga városi stadion, Braga Játékvezető: Andre Marriner (angol) |

| 2017. november 23. 21:05 |

| Ludogorec Razgrad | 1–2               | İstanbul Başakşehir |
| ----------------- | ----------------- | ------------------- |
| Marcelinho 65'    | (0–2) Jegyzőkönyv | Višća 20' Frei 27'  |

| Ludogorets Arena, Razgrad Játékvezető: Miroslav Zelinka (cseh) |

| 2017. december 7. 19:00 |

| TSG 1899 Hoffenheim | 1–1               | Ludogorec Razgrad |
| ------------------- | ----------------- | ----------------- |
| Ochs 25'            | (1–0) Jegyzőkönyv | Wanderson 62'     |

| Rhein-Neckar-Arena, Sinsheim Játékvezető: Orel Grinfeld (izraeli) |

| 2017. december 7. 19:00 |

| İstanbul Başakşehir                | 2–1               | Sporting de Braga |
| ---------------------------------- | ----------------- | ----------------- |
| Višća 10' Belözoğlu 77' (11-esből) | (1–0) Jegyzőkönyv | Raul Silva 55'    |

| Başakşehir Fatih Terim Stadion, Isztambul Játékvezető: John Beaton (skót) |

### D csoport
| Hely. | Csapat       | M | Gy | D | V | G+ | G– | Gk | P  | Továbbjutás                                |     | MIL | AÉK | RIJ | AWI |
| ----- | ------------ | - | -- | - | - | -- | -- | -- | -- | ------------------------------------------ | --- | --- | --- | --- | --- |
| 1.    | AC Milan     | 6 | 3  | 2 | 1 | 13 | 6  | +7 | 11 | Továbbjutott az egyenes kieséses szakaszba |     | —   | 0–0 | 3–2 | 5–1 |
| 2.    | AÉK          | 6 | 1  | 5 | 0 | 6  | 5  | +1 | 8  | Továbbjutott az egyenes kieséses szakaszba |     | 0–0 | —   | 2–2 | 2–2 |
| 3.    | Rijeka       | 6 | 2  | 1 | 3 | 11 | 12 | −1 | 7  |                                            |     | 2–0 | 1–2 | —   | 1–4 |
| 4.    | Austria Wien | 6 | 1  | 2 | 3 | 9  | 16 | −7 | 5  |                                            | 1–5 | 0–0 | 1–3 | —   |     |

| 2017. szeptember 14. 19:00 |

| Austria Wien | 1–5               | AC Milan                                 |
| ------------ | ----------------- | ---------------------------------------- |
| Borković 47' | (0–3) Jegyzőkönyv | Çalhanoğlu 7' Silva 10' 20' 56' Suso 63' |

| Ernst-Happel-Stadion, Bécs Játékvezető: Serdar Gözübüyük (holland) |

| 2017. szeptember 14. 19:00 |

| Rijeka   | 1–2               | AÉK                                 |
| -------- | ----------------- | ----------------------------------- |
| Elez 29' | (1–1) Jegyzőkönyv | Mándalosz 16' Hrisztodulópulosz 62' |

| Stadion Rujevica, Fiume Játékvezető: John Beaton (skót) |

| 2017. szeptember 28. 21:05 |

| AÉK            | 2–2               | Austria Wien              |
| -------------- | ----------------- | ------------------------- |
| Livaja 28' 90' | (1–1) Jegyzőkönyv | Monschein 43' Tajouri 49' |

| Olimpiai Stadion, Athén Játékvezető: Paweł Gil (lengyel) |

| 2017. szeptember 28. 21:05 |

| AC Milan                              | 3–2               | Rijeka                         |
| ------------------------------------- | ----------------- | ------------------------------ |
| Silva 14' Musacchio 53' Cutrone 90+4' | (1–0) Jegyzőkönyv | Acosty 84' Elez 90' (11-esből) |

| San Siro, Milánó Játékvezető: Orel Grinfeld (izraeli) |

| 2017. október 19. 21:05 |

| AC Milan | 0–0         | AÉK |
| -------- | ----------- | --- |
|          | Jegyzőkönyv |     |

| San Siro, Milánó Játékvezető: Andreas Ekberg (svéd) |

| 2017. október 19. 21:05 |

| Austria Wien       | 1–3               | Rijeka                          |
| ------------------ | ----------------- | ------------------------------- |
| Friesenbichler 90' | (0–2) Jegyzőkönyv | Gavranović 21' 31' Kvržić 90+2' |

| Ernst-Happel-Stadion, Bécs Játékvezető: Sandro Schärer (svájci) |

| 2017. november 2. 19:00 |

| AÉK | 0–0         | AC Milan |
| --- | ----------- | -------- |
|     | Jegyzőkönyv |          |

| Olimpiai Stadion, Athén Játékvezető: Jorge Sousa (portugál) |

| 2017. november 2. 19:00 |

| Rijeka      | 1–4               | Austria Wien                             |
| ----------- | ----------------- | ---------------------------------------- |
| Pavičić 61' | (0–1) Jegyzőkönyv | Prokop 41' 62' Serbest 73' Monschein 83' |

| Stadion Rujevica, Fiume Játékvezető: Jakob Kehlet (dán) |

| 2017. november 23. 21:05 |

| AC Milan                                          | 5–1               | Austria Wien  |
| ------------------------------------------------- | ----------------- | ------------- |
| Rodríguez 27' An. Silva 36' 70' Cutrone 42' 90+3' | (3–1) Jegyzőkönyv | Monschein 21' |

| San Siro, Milánó Játékvezető: Andris Treimanis (litván) |

| 2017. november 23. 21:05 |

| AÉK                                | 2–2               | Rijeka        |
| ---------------------------------- | ----------------- | ------------- |
| Araujo 45+2' Hrisztodulópulosz 55' | (1–2) Jegyzőkönyv | Gorgon 8' 26' |

| Olimpiai Stadion, Athén Játékvezető: Mattias Gestranius (finn) |

| 2017. december 7. 19:00 |

| Austria Wien | 0–0         | AÉK |
| ------------ | ----------- | --- |
|              | Jegyzőkönyv |     |

| Ernst-Happel-Stadion, Bécs Játékvezető: Craig Pawson (angol) |

| 2017. december 7. 19:00 |

| Rijeka                   | 2–0               | AC Milan |
| ------------------------ | ----------------- | -------- |
| Puljić 7' Gavranović 47' | (1–0) Jegyzőkönyv |          |

| Stadion Rujevica, Fiume Játékvezető: Vad István (magyar) |

### E csoport
| Hely. | Csapat             | M | Gy | D | V | G+ | G– | Gk  | P  | Továbbjutás                                |     | ATA | OL  | EVE | APÓ |
| ----- | ------------------ | - | -- | - | - | -- | -- | --- | -- | ------------------------------------------ | --- | --- | --- | --- | --- |
| 1.    | Atalanta           | 6 | 4  | 2 | 0 | 14 | 4  | +10 | 14 | Továbbjutott az egyenes kieséses szakaszba |     | —   | 1–0 | 3–0 | 3–1 |
| 2.    | Olympique Lyonnais | 6 | 3  | 2 | 1 | 11 | 4  | +7  | 11 | Továbbjutott az egyenes kieséses szakaszba |     | 1–1 | —   | 3–0 | 4–0 |
| 3.    | Everton            | 6 | 1  | 1 | 4 | 7  | 15 | −8  | 4  |                                            |     | 1–5 | 1–2 | —   | 2–2 |
| 4.    | Apóllon Lemeszú    | 6 | 0  | 3 | 3 | 5  | 14 | −9  | 3  |                                            | 1–1 | 1–1 | 0–3 | —   |     |

| 2017. szeptember 14. 19:00 |

| Atalanta                             | 3–0               | Everton |
| ------------------------------------ | ----------------- | ------- |
| Masiello 27' Gómez 41' Cristante 44' | (3–0) Jegyzőkönyv |         |

| Mapei Stadium – Città del Tricolore, Reggio Emilia Játékvezető: Vladislav Bezborodov (orosz) |

| 2017. szeptember 14. 19:00 |

| Apóllon Lemeszú | 1–1               | Olympique Lyonnais   |
| --------------- | ----------------- | -------------------- |
| Sardinero 90+3' | (0–0) Jegyzőkönyv | Depay 53' (11-esből) |

| GSZP Stadion, Nicosia Játékvezető: Miroslav Zelinka (cseh) |

| 2017. szeptember 28. 21:05 |

| Olympique Lyonnais | 1–1               | Atalanta  |
| ------------------ | ----------------- | --------- |
| Traoré 45'         | (1–0) Jegyzőkönyv | Gómez 57' |

| Parc Olympique Lyonnais, Décines-Charpieu Játékvezető: Daniel Siebert (német) |

| 2017. szeptember 28. 21:05 |

| Everton               | 2–2               | Apóllon Lemeszú         |
| --------------------- | ----------------- | ----------------------- |
| Rooney 21' Vlašić 66' | (1–1) Jegyzőkönyv | Sardinero 12' Yuste 88' |

| Goodison Park, Liverpool Játékvezető: Bognár Tamás (magyar) |

| 2017. október 19. 21:05 |

| Everton      | 1–2               | Olympique Lyonnais             |
| ------------ | ----------------- | ------------------------------ |
| Williams 69' | (0–1) Jegyzőkönyv | Fekir 6' (11-esből) Traoré 75' |

| Goodison Park, Liverpool Játékvezető: Bas Nijhuis (holland) |

| 2017. október 19. 21:05 |

| Atalanta                           | 3–1               | Apóllon Lemeszú |
| ---------------------------------- | ----------------- | --------------- |
| Iličić 12' Petagna 64' Freuler 66' | (1–0) Jegyzőkönyv | Schembri 59'    |

| Mapei Stadium – Città del Tricolore, Reggio Emilia Játékvezető: Georgi Kabakov (bolgár) |

| 2017. november 2. 19:00 |

| Olympique Lyonnais             | 3–0               | Everton |
| ------------------------------ | ----------------- | ------- |
| Traoré 68' Aouar 76' Depay 88' | (0–0) Jegyzőkönyv |         |

| Parc Olympique Lyonnais, Décines-Charpieu Játékvezető: Orel Grinfeld (izraeli) |

| 2017. november 2. 19:00 |

| Apóllon Lemeszú | 1–1               | Atalanta              |
| --------------- | ----------------- | --------------------- |
| Zelaya 90+4'    | (0–1) Jegyzőkönyv | Iličić 35' (11-esből) |

| GSZP Stadion, Nicosia Játékvezető: Andris Treimanis (lett) |

| 2017. november 23. 21:05 |

| Everton     | 1–5               | Atalanta                                         |
| ----------- | ----------------- | ------------------------------------------------ |
| Ramírez 71' | (0–1) Jegyzőkönyv | Cristante 12' 64' Gosens 86' Cornelius 88' 90+4' |

| Goodison Park, Liverpool Játékvezető: Jakob Kehlet (dán) |

| 2017. november 23. 21:05 |

| Olympique Lyonnais                             | 4–0               | Apóllon Lemeszú |
| ---------------------------------------------- | ----------------- | --------------- |
| Diakhaby 29' Fekir 32' Mariano 66' Maolida 90' | (2–0) Jegyzőkönyv |                 |

| Parc Olympique Lyonnais, Décines-Charpieu Játékvezető: Paweł Raczkowski (lengyel) |

| 2017. december 7. 19:00 |

| Atalanta    | 1–0               | Olympique Lyonnais |
| ----------- | ----------------- | ------------------ |
| Petagna 10' | (1–0) Jegyzőkönyv |                    |

| Mapei Stadium – Città del Tricolore, Reggio Emilia Játékvezető: Aleksei Eskov (orosz) |

| 2017. december 7. 19:00 |

| Apóllon Lemeszú | 0–3               | Everton                    |
| --------------- | ----------------- | -------------------------- |
|                 | (0–2) Jegyzőkönyv | Lookman 21' 27' Vlašić 87' |

| GSZP Stadion, Nicosia Játékvezető: Sébastien Delferière (belga) |

### F csoport
| Hely. | Csapat             | M | Gy | D | V | G+ | G– | Gk | P  | Továbbjutás                                |     | LOK | KOB | SHE | ZLN |
| ----- | ------------------ | - | -- | - | - | -- | -- | -- | -- | ------------------------------------------ | --- | --- | --- | --- | --- |
| 1.    | Lokomotyiv Moszkva | 6 | 3  | 2 | 1 | 9  | 4  | +5 | 11 | Továbbjutott az egyenes kieséses szakaszba |     | —   | 2–1 | 1–2 | 3–0 |
| 2.    | FC København       | 6 | 2  | 3 | 1 | 7  | 3  | +4 | 9  | Továbbjutott az egyenes kieséses szakaszba |     | 0–0 | —   | 2–0 | 3–0 |
| 3.    | Sheriff Tiraspol   | 6 | 2  | 3 | 1 | 4  | 4  | 0  | 9  |                                            |     | 1–1 | 0–0 | —   | 1–0 |
| 4.    | Fastav Zlín        | 6 | 0  | 2 | 4 | 1  | 10 | −9 | 2  |                                            | 0–2 | 1–1 | 0–0 | —   |     |

| 2017. szeptember 14. 19:00 |

| Fastav Zlín | 0–0         | Sheriff Tiraspol |
| ----------- | ----------- | ---------------- |
|             | Jegyzőkönyv |                  |

| Andrův stadion, Olomouc Játékvezető: Andrew Dallas (skót) |

| 2017. szeptember 14. 19:00 |

| FC København | 0–0         | Lokomotyiv Moszkva |
| ------------ | ----------- | ------------------ |
|              | Jegyzőkönyv |                    |

| Parken Stadion, Koppenhága Játékvezető: Hüseyin Göçek (török) |

| 2017. szeptember 28. 21:05 |

| Lokomotyiv Moszkva             | 3–0               | Fastav Zlín |
| ------------------------------ | ----------------- | ----------- |
| Fernandes 2' (11-esből) 6' 17' | (3–0) Jegyzőkönyv |             |

| RZD Aréna, Moszkva Játékvezető: Simon Lee Evans (walesi) |

| 2017. szeptember 28. 21:05 |

| Sheriff Tiraspol | 0–0         | FC København |
| ---------------- | ----------- | ------------ |
|                  | Jegyzőkönyv |              |

| Sheriff Stadion, Tiraspol Játékvezető: Clayton Pisani (máltai) |

| 2017. október 19. 21:05 |

| Sheriff Tiraspol | 1–1               | Lokomotyiv Moszkva  |
| ---------------- | ----------------- | ------------------- |
| Badibanga 31'    | (1–1) Jegyzőkönyv | Anton Miranchuk 17' |

| Sheriff Stadion, Tiraspol Játékvezető: Vad István (magyar) |

| 2017. október 19. 21:05 |

| Fastav Zlín | 1–1               | FC København |
| ----------- | ----------------- | ------------ |
| Diop 11'    | (1–1) Jegyzőkönyv | Ankersen 19' |

| Andrův stadion, Olomouc Játékvezető: Oliver Drachta (osztrák) |

| 2017. november 2. 19:00 |

| Lokomotyiv Moszkva | 1–2               | Sheriff Tiraspol           |
| ------------------ | ----------------- | -------------------------- |
| Farfán 26'         | (1–1) Jegyzőkönyv | Badibanga 41' Brezovec 58' |

| RZD Aréna, Moszkva Játékvezető: Sébastien Delferière (belga) |

| 2017. november 2. 19:00 |

| FC København                 | 3–0               | Fastav Zlín |
| ---------------------------- | ----------------- | ----------- |
| Lüftner 40' Verbič 49' 90+2' | (1–0) Jegyzőkönyv |             |

| Parken Stadion, Koppenhága Játékvezető: Nikola Dabanović (montenegrói) |

| 2017. november 23. 19:00 |

| Lokomotyiv Moszkva | 2–1               | FC København |
| ------------------ | ----------------- | ------------ |
| Farfán 17' 51'     | (1–1) Jegyzőkönyv | Verbič 31'   |

| RZD Aréna, Moszkva Játékvezető: Xavier Estrada Fernández (spanyol) |

| 2017. november 23. 21:05 |

| Sheriff Tiraspol | 1–0               | Fastav Zlín |
| ---------------- | ----------------- | ----------- |
| Jairo 11'        | (1–0) Jegyzőkönyv |             |

| Sheriff Stadion, Tiraspol Játékvezető: Ola Hobber Nilsen (norvég) |

| 2017. december 7. 19:00 |

| Fastav Zlín | 0–2               | Lokomotyiv Moszkva               |
| ----------- | ----------------- | -------------------------------- |
|             | (0–0) Jegyzőkönyv | Aleksei Miranchuk 70' Farfán 75' |

| Andrův stadion, Olomouc Játékvezető: Mete Kalkavan (török) |

| 2017. december 7. 19:00 |

| FC København             | 2–0               | Sheriff Tiraspol |
| ------------------------ | ----------------- | ---------------- |
| Sotiriou 56' Lüftner 59' | (0–0) Jegyzőkönyv |                  |

| Parken Stadion, Koppenhága Játékvezető: Serdar Gözübüyük (holland) |

### G csoport
| Hely. | Csapat           | M | Gy | D | V | G+ | G– | Gk | P  | Továbbjutás                                |     | PLZ | FCB | LUG | HBS |
| ----- | ---------------- | - | -- | - | - | -- | -- | -- | -- | ------------------------------------------ | --- | --- | --- | --- | --- |
| 1.    | Viktoria Plzeň   | 6 | 4  | 0 | 2 | 13 | 8  | +5 | 12 | Továbbjutott az egyenes kieséses szakaszba |     | —   | 2–0 | 4–1 | 3–1 |
| 2.    | FCSB             | 6 | 3  | 1 | 2 | 9  | 7  | +2 | 10 | Továbbjutott az egyenes kieséses szakaszba |     | 3–0 | —   | 1–2 | 1–1 |
| 3.    | FC Lugano        | 6 | 3  | 0 | 3 | 9  | 11 | −2 | 9  |                                            |     | 3–2 | 1–2 | —   | 1–0 |
| 4.    | Hapóél Beér-Seva | 6 | 1  | 1 | 4 | 5  | 10 | −5 | 4  |                                            | 0–2 | 1–2 | 2–1 | —   |     |

| 2017. szeptember 14. 21:05 |

| Hapóél Beér-Seva                   | 2–1               | FC Lugano          |
| ---------------------------------- | ----------------- | ------------------ |
| Einbinder 2' Tzedek 60' (11-esből) | (1–0) Jegyzőkönyv | Tzedek 67' (öngól) |

| Turner Stadion, Beérseva Játékvezető: Tony Chapron (francia) |

| 2017. szeptember 14. 21:05 |

| FCSB                                  | 3–0               | Viktoria Plzeň |
| ------------------------------------- | ----------------- | -------------- |
| Budescu 21' (11-esből) 44' Alibec 72' | (2–0) Jegyzőkönyv |                |

| Arena Națională, Bukarest Játékvezető: Andris Treimanis (lett) |

| 2017. szeptember 28. 19:00 |

| Viktoria Plzeň                   | 3–1               | Hapóél Beér-Seva |
| -------------------------------- | ----------------- | ---------------- |
| Petržela 29' Kopic 76' Bakoš 89' | (1–0) Jegyzőkönyv | Nwakaeme 69'     |

| Doosan Arena, Plzeň Játékvezető: Vad István (magyar) |

| 2017. szeptember 28. 19:00 |

| FC Lugano   | 1–2               | FCSB                          |
| ----------- | ----------------- | ----------------------------- |
| Bottani 14' | (1–0) Jegyzőkönyv | Budescu 58' Júnior Morais 64' |

| Swissporarena, Luzern Játékvezető: Serhiy Boyko (ukrán) |

| 2017. október 19. 19:00 |

| FC Lugano                            | 3–2               | Viktoria Plzeň         |
| ------------------------------------ | ----------------- | ---------------------- |
| Bottani 63' Carlinhos 69' Gerndt 88' | (0–0) Jegyzőkönyv | Krmenčík 76' Bakoš 90' |

| Swissporarena, Luzern Játékvezető: Srđan Jovanović (szerb) |

| 2017. október 19. 19:00 |

| Hapóél Beér-Seva | 1–2               | FCSB            |
| ---------------- | ----------------- | --------------- |
| Cuenca 87'       | (0–0) Jegyzőkönyv | Gnohéré 70' 75' |

| Turner Stadion, Beérseva Játékvezető: Kevin Blom (holland) |

| 2017. november 2. 21:05 |

| Viktoria Plzeň                        | 4–1               | FC Lugano   |
| ------------------------------------- | ----------------- | ----------- |
| Krmenčík 4' 19' Hořava 45' Čermák 56' | (3–1) Jegyzőkönyv | Mariani 15' |

| Doosan Arena, Plzeň Játékvezető: Jonathan Lardot (belga) |

| 2017. november 2. 21:05 |

| FCSB      | 1–1               | Hapóél Beér-Seva |
| --------- | ----------------- | ---------------- |
| Coman 31' | (1–1) Jegyzőkönyv | Sahar 37'        |

| Arena Națională, Bukarest Játékvezető: Halis Özkahya (török) |

| 2017. november 23. 19:00 |

| FC Lugano     | 1–0               | Hapóél Beér-Seva |
| ------------- | ----------------- | ---------------- |
| Carlinhos 50' | (0–0) Jegyzőkönyv |                  |

| Swissporarena, Luzern Játékvezető: Harald Lechner (osztrák) |

| 2017. november 23. 19:00 |

| Viktoria Plzeň         | 2–0               | FCSB |
| ---------------------- | ----------------- | ---- |
| Petržela 49' Kopic 76' | (0–0) Jegyzőkönyv |      |

| Doosan Arena, Plzeň Játékvezető: Ivan Bebek (horvát) |

| 2017. december 7. 21:05 |

| Hapóél Beér-Seva | 0–2               | Viktoria Plzeň       |
| ---------------- | ----------------- | -------------------- |
|                  | (0–1) Jegyzőkönyv | Hejda 28' Hořava 83' |

| Turner Stadion, Beérseva Játékvezető: Alekszandar Sztavrev (macedón) |

| 2017. december 7. 21:05 |

| FCSB        | 1–2               | FC Lugano             |
| ----------- | ----------------- | --------------------- |
| Gnohéré 60' | (0–2) Jegyzőkönyv | Daprelà 3' Vécsei 32' |

| Arena Națională, Bukarest Játékvezető: Nikola Dabanović (montenegrói) |

### H csoport
| Hely. | Csapat        | M | Gy | D | V | G+ | G– | Gk  | P  | Továbbjutás                                |     | ARS | CRV | FCK | BAT |
| ----- | ------------- | - | -- | - | - | -- | -- | --- | -- | ------------------------------------------ | --- | --- | --- | --- | --- |
| 1.    | Arsenal       | 6 | 4  | 1 | 1 | 14 | 4  | +10 | 13 | Továbbjutott az egyenes kieséses szakaszba |     | —   | 0–0 | 3–1 | 6–0 |
| 2.    | Crvena zvezda | 6 | 2  | 3 | 1 | 3  | 2  | +1  | 9  | Továbbjutott az egyenes kieséses szakaszba |     | 0–1 | —   | 1–0 | 1–1 |
| 3.    | 1. FC Köln    | 6 | 2  | 0 | 4 | 7  | 8  | −1  | 6  |                                            |     | 1–0 | 0–1 | —   | 5–2 |
| 4.    | BATE Bariszav | 6 | 1  | 2 | 3 | 6  | 16 | −10 | 5  |                                            | 2–4 | 0–0 | 1–0 | —   |     |

| 2017. szeptember 14. 21:05 |

| Crvena zvezda | 1–1               | BATE Bariszav |
| ------------- | ----------------- | ------------- |
| Radonjić 54'  | (0–0) Jegyzőkönyv | Signevich 72' |

| Rajko Mitić Stadion, Belgrád Játékvezető: Yevhen Aranovsky (ukrán) |

| 2017. szeptember 14. 22:05 |

| Arsenal                                | 3–1               | 1. FC Köln |
| -------------------------------------- | ----------------- | ---------- |
| Kolašinac 49' Sánchez 67' Bellerín 82' | (0–1) Jegyzőkönyv | Córdoba 9' |

| Emirates Stadion, London Játékvezető: Xavier Estrada Fernández (spanyol) |

| 2017. szeptember 28. 19:00 |

| 1. FC Köln | 0–1               | Crvena zvezda |
| ---------- | ----------------- | ------------- |
|            | (0–1) Jegyzőkönyv | Boakye 30'    |

| RheinEnergieStadion, Köln Játékvezető: Bas Nijhuis (holland) |

| 2017. szeptember 28. 19:00 |

| BATE Bariszav             | 2–4               | Arsenal                                          |
| ------------------------- | ----------------- | ------------------------------------------------ |
| Ivanić 28' Gordeichuk 67' | (1–3) Jegyzőkönyv | Walcott 9' 22' Holding 25' Giroud 49' (11-esből) |

| Borisov Arena, Bariszav Játékvezető: Daniel Stefański (lengyel) |

| 2017. október 19. 19:00 |

| BATE Bariszav | 1–0               | 1. FC Köln |
| ------------- | ----------------- | ---------- |
| Rios 55'      | (0–0) Jegyzőkönyv |            |

| Borisov Arena, Bariszav Játékvezető: Hüseyin Göçek (török) |

| 2017. október 19. 19:00 |

| Crvena zvezda | 0–1               | Arsenal    |
| ------------- | ----------------- | ---------- |
|               | (0–0) Jegyzőkönyv | Giroud 85' |

| Rajko Mitić Stadion, Belgrád Játékvezető: Benoît Bastien (francia) |

| 2017. november 2. 21:05 |

| 1. FC Köln                                      | 5–2               | BATE Bariszav               |
| ----------------------------------------------- | ----------------- | --------------------------- |
| Zoller 16' Osako 54' 82' Guirassy 63' Jojić 90' | (1–2) Jegyzőkönyv | Milunović 31' Signevich 33' |

| RheinEnergieStadion, Köln Játékvezető: Alekszandar Sztavrev (macedón) |

| 2017. november 2. 21:05 |

| Arsenal | 0–0         | Crvena zvezda |
| ------- | ----------- | ------------- |
|         | Jegyzőkönyv |               |

| Emirates Stadion, London Játékvezető: Luca Banti (olasz) |

| 2017. november 23. 19:00 |

| BATE Bariszav | 0–0         | Crvena zvezda |
| ------------- | ----------- | ------------- |
|               | Jegyzőkönyv |               |

| Borisov Arena, Bariszav Játékvezető: Svein Oddvar Moen (norvég) |

| 2017. november 23. 19:00 |

| 1. FC Köln              | 1–0               | Arsenal |
| ----------------------- | ----------------- | ------- |
| Guirassy 62' (11-esből) | (0–0) Jegyzőkönyv |         |

| RheinEnergieStadion, Köln Játékvezető: Vladislav Bezborodov (orosz) |

| 2017. december 7. 21:05 |

| Crvena zvezda | 1–0               | 1. FC Köln |
| ------------- | ----------------- | ---------- |
| Srnić 22'     | (1–0) Jegyzőkönyv |            |

| Rajko Mitić Stadion, Belgrád Játékvezető: Bobby Madden (skót) |

| 2017. december 7. 21:05 |

| Arsenal                                                                                     | 6–0               | BATE Bariszav |
| ------------------------------------------------------------------------------------------- | ----------------- | ------------- |
| Debuchy 11' Walcott 37' Wilshere 43' Palyakow 51' (öngól) Giroud 64' (11-esből) en-Neni 74' | (3–0) Jegyzőkönyv |               |

| Emirates Stadion, London Játékvezető: Robert Schörgenhofer (osztrák) |

### I csoport
| Hely. | Csapat                 | M | Gy | D | V | G+ | G– | Gk | P  | Továbbjutás                                |     | RBS | OM  | KON | VGU |
| ----- | ---------------------- | - | -- | - | - | -- | -- | -- | -- | ------------------------------------------ | --- | --- | --- | --- | --- |
| 1.    | Red Bull Salzburg      | 6 | 3  | 3 | 0 | 7  | 1  | +6 | 12 | Továbbjutott az egyenes kieséses szakaszba |     | —   | 1–0 | 0–0 | 3–0 |
| 2.    | Olympique de Marseille | 6 | 2  | 2 | 2 | 4  | 4  | 0  | 8  | Továbbjutott az egyenes kieséses szakaszba |     | 0–0 | —   | 1–0 | 2–1 |
| 3.    | Konyaspor              | 6 | 1  | 3 | 2 | 4  | 6  | −2 | 6  |                                            |     | 0–2 | 1–1 | —   | 2–1 |
| 4.    | Vitória de Guimarães   | 6 | 1  | 2 | 3 | 5  | 9  | −4 | 5  |                                            | 1–1 | 1–0 | 1–1 | —   |     |

| 2017. szeptember 14. 21:05 |

| Olympique de Marseille | 1–0               | Konyaspor |
| ---------------------- | ----------------- | --------- |
| Rami 48'               | (0–0) Jegyzőkönyv |           |

| Stade Vélodrome, Marseille Játékvezető: Gediminas Mažeika (litván) |

| 2017. szeptember 14. 21:05 |

| Vitória de Guimarães | 1–1               | Red Bull Salzburg |
| -------------------- | ----------------- | ----------------- |
| Pedro Henrique 25'   | (1–1) Jegyzőkönyv | V. Berisha 45'    |

| Estádio D. Afonso Henriques, Guimarães Játékvezető: Aliyar Aghayev (azeri) |

| 2017. szeptember 28. 19:00 |

| Red Bull Salzburg | 1–0               | Olympique de Marseille |
| ----------------- | ----------------- | ---------------------- |
| Dabour 73'        | (0–0) Jegyzőkönyv |                        |

| Red Bull Arena, Wals-Siezenheim Játékvezető: Ivan Bebek (horvát) |

| 2017. szeptember 28. 19:00 |

| Konyaspor              | 2–1               | Vitória de Guimarães |
| ---------------------- | ----------------- | -------------------- |
| Araz 24' Milošević 48' | (1–0) Jegyzőkönyv | Hurtado 74'          |

| Büyükşehir Stadion, Konya Játékvezető: Alekszandar Sztavrev (macedón) |

| 2017. október 19. 19:00 |

| Konyaspor | 0–2               | Red Bull Salzburg         |
| --------- | ----------------- | ------------------------- |
|           | (0–1) Jegyzőkönyv | Gulbrandsen 5' Dabour 80' |

| Büyükşehir Stadion, Konya Játékvezető: Luca Banti (olasz) |

| 2017. október 19. 19:00 |

| Olympique de Marseille | 2–1               | Vitória de Guimarães |
| ---------------------- | ----------------- | -------------------- |
| Ocampos 28' Lopez 76'  | (1–1) Jegyzőkönyv | Martins 17'          |

| Stade Vélodrome, Marseille Játékvezető: Stefan Johannesson (svéd) |

| 2017. november 2. 21:05 |

| Red Bull Salzburg | 0–0         | Konyaspor |
| ----------------- | ----------- | --------- |
|                   | Jegyzőkönyv |           |

| Red Bull Arena, Wals-Siezenheim Játékvezető: Paolo Mazzoleni (olasz) |

| 2017. november 2. 21:05 |

| Vitória de Guimarães | 1–0               | Olympique de Marseille |
| -------------------- | ----------------- | ---------------------- |
| Hurtado 80'          | (0–0) Jegyzőkönyv |                        |

| Estádio D. Afonso Henriques, Guimarães Játékvezető: Bognár Tamás (magyar) |

| 2017. november 23. 19:00 |

| Konyaspor             | 1–1               | Olympique de Marseille |
| --------------------- | ----------------- | ---------------------- |
| Skubic 82' (11-esből) | (0–0) Jegyzőkönyv | Moke 90+3' (öngól)     |

| Büyükşehir Stadion, Konya Játékvezető: Szergej Karaszjov (orosz) |

| 2017. november 23. 19:00 |

| Red Bull Salzburg                         | 3–0               | Vitória de Guimarães |
| ----------------------------------------- | ----------------- | -------------------- |
| Dabour 26' Ulmer 45+1' Hwang Hee-chan 67' | (2–0) Jegyzőkönyv |                      |

| Red Bull Arena, Wals-Siezenheim Játékvezető: Andrew Dallas (skót) |

| 2017. december 7. 21:05 |

| Olympique de Marseille | 0–0         | Red Bull Salzburg |
| ---------------------- | ----------- | ----------------- |
|                        | Jegyzőkönyv |                   |

| Stade Vélodrome, Marseille Játékvezető: Aleksei Kulbakov (fehérorosz) |

| 2017. december 7. 21:05 |

| Vitória de Guimarães | 1–1               | Konyaspor    |
| -------------------- | ----------------- | ------------ |
| Turan 77' (öngól)    | (0–1) Jegyzőkönyv | Bourabia 15' |

| Estádio D. Afonso Henriques, Guimarães Játékvezető: Daniel Siebert (német) |

### J csoport
| Hely. | Csapat          | M | Gy | D | V | G+ | G– | Gk | P  | Továbbjutás                                |     | ATH | OST | ZOR | HER |
| ----- | --------------- | - | -- | - | - | -- | -- | -- | -- | ------------------------------------------ | --- | --- | --- | --- | --- |
| 1.    | Athletic Bilbao | 6 | 3  | 2 | 1 | 8  | 5  | +3 | 11 | Továbbjutott az egyenes kieséses szakaszba |     | —   | 1–0 | 0–1 | 3–2 |
| 2.    | Östersund FK    | 6 | 3  | 2 | 1 | 8  | 4  | +4 | 11 | Továbbjutott az egyenes kieséses szakaszba |     | 2–2 | —   | 2–0 | 1–0 |
| 3.    | Zorja Luhanszk  | 6 | 2  | 0 | 4 | 3  | 9  | −6 | 6  |                                            |     | 0–2 | 0–2 | —   | 2–1 |
| 4.    | Hertha BSC      | 6 | 1  | 2 | 3 | 6  | 7  | −1 | 5  |                                            | 0–0 | 1–1 | 2–0 | —   |     |

| 2017. szeptember 14. 21:05 |

| Zorja Luhanszk | 0–2               | Östersunds FK         |
| -------------- | ----------------- | --------------------- |
|                | (0–0) Jegyzőkönyv | Kadusz 50' Gero 90+4' |

| Aréna Lviv, Lviv Játékvezető: Stephan Klossner (svájci) |

| 2017. szeptember 14. 21:05 |

| Hertha BSC | 0–0         | Athletic Bilbao |
| ---------- | ----------- | --------------- |
|            | Jegyzőkönyv |                 |

| Olimpiai Stadion, Berlin Játékvezető: Ivan Kružliak (szlovák) |

| 2017. szeptember 28. 19:00 |

| Athletic Bilbao | 0–1               | Zorja Luhanszk |
| --------------- | ----------------- | -------------- |
|                 | (0–1) Jegyzőkönyv | Kharatin 26'   |

| San Mamés Stadion, Bilbao Játékvezető: Halis Özkahya (török) |

| 2017. szeptember 28. 19:00 |

| Östersunds FK        | 1–0               | Hertha BSC |
| -------------------- | ----------------- | ---------- |
| Nouri 22' (11-esből) | (1–0) Jegyzőkönyv |            |

| Jämtkraft Arena, Östersund Játékvezető: Luca Banti (olasz) |

| 2017. október 19. 19:00 |

| Östersunds FK        | 2–2               | Athletic Bilbao         |
| -------------------- | ----------------- | ----------------------- |
| Gero 52' Edwards 64' | (0–1) Jegyzőkönyv | Aduriz 14' Williams 89' |

| Jämtkraft Arena, Östersund Játékvezető: Kovács István (román) |

| 2017. október 19. 19:00 |

| Zorja Luhanszk       | 2–1               | Hertha BSC |
| -------------------- | ----------------- | ---------- |
| Silas 42' Svatok 79' | (1–0) Jegyzőkönyv | Selke 56'  |

| Aréna Lviv, Lviv Játékvezető: Liran Liany (izraeli) |

| 2017. november 2. 21:05 |

| Athletic Bilbao | 1–0               | Östersunds FK |
| --------------- | ----------------- | ------------- |
| Aduriz 70'      | (0–0) Jegyzőkönyv |               |

| San Mamés Stadion, Bilbao Játékvezető: Paweł Gil (lengyel) |

| 2017. november 2. 21:05 |

| Hertha BSC    | 2–0               | Zorja Luhanszk |
| ------------- | ----------------- | -------------- |
| Selke 16' 73' | (1–0) Jegyzőkönyv |                |

| Olimpiai Stadion, Berlin Játékvezető: John Beaton (skót) |

| 2017. november 23. 19:00 |

| Östersunds FK                      | 2–0               | Zorja Luhanszk |
| ---------------------------------- | ----------------- | -------------- |
| Hrechyshkin 40' (öngól) Kadusz 77' | (1–0) Jegyzőkönyv |                |

| Jämtkraft Arena, Östersund Játékvezető: Kevin Blom (holland) |

| 2017. november 23. 19:00 |

| Athletic Bilbao                                   | 3–2               | Hertha BSC           |
| ------------------------------------------------- | ----------------- | -------------------- |
| Aduriz 35' (11-esből) 66' (11-esből) Williams 82' | (1–2) Jegyzőkönyv | Leckie 26' Selke 36' |

| San Mamés Stadion, Bilbao Játékvezető: Paolo Tagliavento (olasz) |

| 2017. december 7. 21:05 |

| Zorja Luhanszk | 0–2               | Athletic Bilbao       |
| -------------- | ----------------- | --------------------- |
|                | (0–0) Jegyzőkönyv | Aduriz 70' García 86' |

| Aréna Lviv, Lviv Játékvezető: Ruddy Buquet (francia) |

| 2017. december 7. 21:05 |

| Hertha BSC  | 1–1               | Östersunds FK        |
| ----------- | ----------------- | -------------------- |
| Pekarík 61' | (0–0) Jegyzőkönyv | Papagiannopoulos 58' |

| Olimpiai Stadion, Berlin Játékvezető: Tiago Martins (portugál) |

### K csoport
| Hely. | Csapat        | M | Gy | D | V | G+ | G– | Gk | P  | Továbbjutás                                |     | LAZ | NCE | ZUL | VIT |
| ----- | ------------- | - | -- | - | - | -- | -- | -- | -- | ------------------------------------------ | --- | --- | --- | --- | --- |
| 1.    | Lazio         | 6 | 4  | 1 | 1 | 12 | 7  | +5 | 13 | Továbbjutott az egyenes kieséses szakaszba |     | —   | 1–0 | 2–0 | 1–1 |
| 2.    | OGC Nice      | 6 | 3  | 0 | 3 | 12 | 7  | +5 | 9  | Továbbjutott az egyenes kieséses szakaszba |     | 1–3 | —   | 3–1 | 3–0 |
| 3.    | Zulte-Waregem | 6 | 2  | 1 | 3 | 8  | 13 | −5 | 7  |                                            |     | 3–2 | 1–5 | —   | 1–1 |
| 4.    | Vitesse       | 6 | 1  | 2 | 3 | 5  | 10 | −5 | 5  |                                            | 2–3 | 1–0 | 0–2 | —   |     |

| 2017. szeptember 14. 21:05 |

| Zulte-Waregem  | 1–5               | OGC Nice                                               |
| -------------- | ----------------- | ------------------------------------------------------ |
| Leya Iseka 46' | (0–3) Jegyzőkönyv | Pléa 16' 20' Dante 28' Saint-Maximin 69' Balotelli 74' |

| Regenboogstadion, Waregem Játékvezető: Ali Palabıyık (török) |

| 2017. szeptember 14. 21:05 |

| Vitesse                | 2–3               | Lazio                              |
| ---------------------- | ----------------- | ---------------------------------- |
| Matavž 33' Linssen 57' | (1–0) Jegyzőkönyv | Parolo 51' Immobile 67' Murgia 75' |

| GelreDome, Arnhem Játékvezető: Liran Liany (izraeli) |

| 2017. szeptember 28. 19:00 |

| Lazio                    | 2–0               | Zulte-Waregem |
| ------------------------ | ----------------- | ------------- |
| Caicedo 18' Immobile 90' | (1–0) Jegyzőkönyv |               |

| Olimpiai Stadion, Róma Játékvezető: Harald Lechner (osztrák) |

| 2017. szeptember 28. 19:00 |

| OGC Nice                       | 3–0               | Vitesse |
| ------------------------------ | ----------------- | ------- |
| Pléa 16' 82' Saint-Maximin 45' | (2–0) Jegyzőkönyv |         |

| Allianz Riviera, Nizza Játékvezető: Aleksei Eskov (orosz) |

| 2017. október 19. 19:00 |

| OGC Nice     | 1–3               | Lazio                               |
| ------------ | ----------------- | ----------------------------------- |
| Balotelli 4' | (1–1) Jegyzőkönyv | Caicedo 5' Milinković-Savić 65' 89' |

| Allianz Riviera, Nizza Játékvezető: Craig Thomson (skót) |

| 2017. október 19. 19:00 |

| Zulte-Waregem      | 1–1               | Vitesse   |
| ------------------ | ----------------- | --------- |
| Kashia 23' (öngól) | (1–1) Jegyzőkönyv | Bruns 27' |

| Regenboogstadion, Waregem Játékvezető: Ivan Bebek (horvát) |

| 2017. november 2. 21:05 |

| Lazio                     | 1–0               | OGC Nice |
| ------------------------- | ----------------- | -------- |
| Le Marchand 90+2' (öngól) | (0–0) Jegyzőkönyv |          |

| Olimpiai Stadion, Róma Játékvezető: Jesús Gil Manzano (spanyol) |

| 2017. november 2. 21:05 |

| Vitesse | 0–2               | Zulte-Waregem            |
| ------- | ----------------- | ------------------------ |
|         | (0–1) Jegyzőkönyv | Dabo 3' (öngól) Kaya 70' |

| GelreDome, Arnhem Játékvezető: Ievgenii Aranovskyi (ukrán) |

| 2017. november 23. 19:00 |

| OGC Nice                               | 3–1               | Zulte-Waregem  |
| -------------------------------------- | ----------------- | -------------- |
| Balotelli 5' (11-esből) 31' Tameze 86' | (2–0) Jegyzőkönyv | Hämäläinen 81' |

| Allianz Riviera, Nizza Játékvezető: Luca Banti (olasz) |

| 2017. november 23. 19:00 |

| Lazio            | 1–1               | Vitesse     |
| ---------------- | ----------------- | ----------- |
| Luis Alberto 42' | (1–1) Jegyzőkönyv | Linssen 13' |

| Olimpiai Stadion, Róma Játékvezető: Ali Palabıyık (török) |

| 2017. december 7. 21:05 |

| Zulte-Waregem                        | 3–2               | Lazio                 |
| ------------------------------------ | ----------------- | --------------------- |
| De Pauw 6' Heylen 60' Leya Iseka 83' | (1–0) Jegyzőkönyv | Caicedo 67' Lucas 76' |

| Regenboogstadion, Waregem Játékvezető: Charalambos Kalogeropoulos (görög) |

| 2017. december 7. 21:05 |

| Vitesse        | 1–0               | OGC Nice |
| -------------- | ----------------- | -------- |
| Castaignos 84' | (0–0) Jegyzőkönyv |          |

| GelreDome, Arnhem Játékvezető: Sandro Schärer (svájci) |

### L csoport
| Hely. | Csapat        | M | Gy | D | V | G+ | G– | Gk  | P  | Továbbjutás                                |     | ZEN | RS  | ROS | VRD |
| ----- | ------------- | - | -- | - | - | -- | -- | --- | -- | ------------------------------------------ | --- | --- | --- | --- | --- |
| 1.    | Zenyit        | 6 | 5  | 1 | 0 | 17 | 5  | +12 | 16 | Továbbjutott az egyenes kieséses szakaszba |     | —   | 3–1 | 3–1 | 2–1 |
| 2.    | Real Sociedad | 6 | 4  | 0 | 2 | 16 | 6  | +10 | 12 | Továbbjutott az egyenes kieséses szakaszba |     |     | —   |     |     |
| 3.    | Rosenborg     | 6 | 1  | 2 | 3 | 6  | 11 | −5  | 5  |                                            |     | 1–1 | 0–1 | —   | 3–1 |
| 4.    | Vardar        | 6 | 0  | 1 | 5 | 3  | 20 | −17 | 1  |                                            | 0–5 | 0–6 | 1–1 | —   |     |

| 2017. szeptember 14. 21:05 |

| Vardar | 0–5               | Zenyit                                            |
| ------ | ----------------- | ------------------------------------------------- |
|        | (0–3) Jegyzőkönyv | Kokorin 6' 21' Dzyuba 39' Ivanović 66' Rigoni 89' |

| Philip II Aréna, Szkopje Játékvezető: Jakob Kehlet (dán) |

| 2017. szeptember 14. 21:05 |

| Real Sociedad                                     | 4–0               | Rosenborg |
| ------------------------------------------------- | ----------------- | --------- |
| Llorente 9' 77' Zurutuza 10' Skjelvik 41' (öngól) | (3–0) Jegyzőkönyv |           |

| Estadio Anoeta, San Sebastián Játékvezető: Paolo Mazzoleni (olasz) |

| 2017. szeptember 28. 19:00 |

| Rosenborg                                              | 3–1               | Vardar            |
| ------------------------------------------------------ | ----------------- | ----------------- |
| Bendtner 25' (11-esből) A. Konradsen 56' Hedenstad 68' | (1–0) Jegyzőkönyv | Juan Felipe 90+1' |

| Lerkendal Stadion, Trondheim Játékvezető: Georgi Kabakov (bolgár) |

| 2017. szeptember 28. 19:00 |

| Zenyit                    | 3–1               | Real Sociedad |
| ------------------------- | ----------------- | ------------- |
| Rigoni 5' Kokorin 24' 60' | (2–1) Jegyzőkönyv | Llorente 41'  |

| Petrovszkij Stadion, Szentpétervár Játékvezető: Andre Marriner (angol) |

| 2017. október 19. 19:00 |

| Zenyit            | 3–1               | Rosenborg   |
| ----------------- | ----------------- | ----------- |
| Rigoni 1' 68' 75' | (1–0) Jegyzőkönyv | Helland 88' |

| Petrovszkij Stadion, Szentpétervár Játékvezető: Tobias Stieler (német) |

| 2017. október 19. 19:00 |

| Vardar | 0–6               | Real Sociedad                                              |
| ------ | ----------------- | ---------------------------------------------------------- |
|        | (0–3) Jegyzőkönyv | Oyarzabal 12' Willian José 34' 42' 55' 59' De la Bella 90' |

| Philip II Aréna, Szkopje Játékvezető: Aliyar Aghayev (azeri) |

| 2017. november 2. 21:05 |

| Rosenborg               | 1–1               | Zenyit        |
| ----------------------- | ----------------- | ------------- |
| Bendtner 55' (11-esből) | (0–0) Jegyzőkönyv | Kokorin 90+3' |

| Lerkendal Stadion, Trondheim Játékvezető: Serdar Gözübüyük (holland) |

| 2017. november 2. 21:05 |

| Real Sociedad                           | 3–0               | Vardar |
| --------------------------------------- | ----------------- | ------ |
| Juanmi 31' De la Bella 69' Bautista 81' | (1–0) Jegyzőkönyv |        |

| Estadio Anoeta, San Sebastián Játékvezető: Robert Schörgenhofer (osztrák) |

| 2017. november 23. 19:00 |

| Zenyit               | 2–1               | Vardar           |
| -------------------- | ----------------- | ---------------- |
| Poloz 16' Rigoni 43' | (2–0) Jegyzőkönyv | Blazhevski 90+3' |

| Petrovszkij Stadion, Szentpétervár Játékvezető: Bart Vertenten (belga) |

| 2017. november 23. 19:00 |

| Rosenborg | 0–1               | Real Sociedad |
| --------- | ----------------- | ------------- |
|           | (0–0) Jegyzőkönyv | Oyarzabal 90' |

| Lerkendal Stadion, Trondheim Játékvezető: Daniel Stefański (lengyel) |

| 2017. december 7. 21:05 |

| Vardar   | 1–1               | Rosenborg                 |
| -------- | ----------------- | ------------------------- |
| Ytalo 9' | (1–1) Jegyzőkönyv | Bendtner 45+2' (11-esből) |

| Philip II Aréna, Szkopje Játékvezető: Serhiy Boyko (ukrán) |

| 2017. december 7. 21:05 |

| Real Sociedad    | 1–3               | Zenyit |
| ---------------- | ----------------- | ------ |
| Willian José 58' | (0–0) Jegyzőkönyv |        |

| Estadio Anoeta, San Sebastián Játékvezető: Liran Liany (izraeli) |